# دانی مک لود
دانی مک لود (انگلیسی: "Big" Donnie MacLeod; ۱۱ دسامبر ۱۹۲۸ – ۳ ژانویهٔ ۲۰۰۳) سیاست‌مدار اهل کانادا بود. او از سال 
۱۹۸۱ تا ۱۹۸۸ از ناحیه کیپ برتون غرب در مجلس نمایندگان نوا اسکوشیا نمایندگی کرد. او عضو محافظه کار پیشرو در نوا اسکوشیا بود. مک لود متولد ۱۹۲۸ ماریون پل، نوا اسکوشیا بود. مک لود ۲۳ سال به عنوان یک شورای شهرداری شهرستان کیپ برتون خدمت کرد. او در ۳ ژانویه سال ۲۰۰۳ مرد.